# Nathan Garrow
Nathan Garrow (* 29. November 2004) ist ein neuseeländisch-südafrikanischer Fußballtorhüter.

## Karriere
Über den Bucklands Beach AFC wechselte er im März 2021 zum National-League-Klub Manukau United FC. Nachdem er den überwiegenden Teil der Saison auf der Ersatzbank verbracht hatte, gab Garrow am 9. April 2022 bei einer 0:2-Niederlage gegen North Shore United sein Debüt zwischen den Pfosten. Nach einem weiteren Einsatz im Juni behielt er den Platz im Tor bis September des Jahres bei.
Im März 2023 zog er weiter zu Bay Olympic, bei welchen er nun mehr Spielzeit bekam. Ebenfalls zu Einsatzzeiten kam er für die National League North-Phase der Saison 2024 bei seinem neuen Klub Auckland United FC. Seit September 2024 steht er beim Rekordmeister Auckland City FC unter Vertrag und kam für diesen in der abschließenden Championship-Phase vier Mal zum Einsatz. Am Ende der Saison gewann er mit seiner Mannschaft die Meisterschaft, im Kasten stand er beim Grand Final aber nicht.